# Biserica „Buna Vestire” din Copăceni

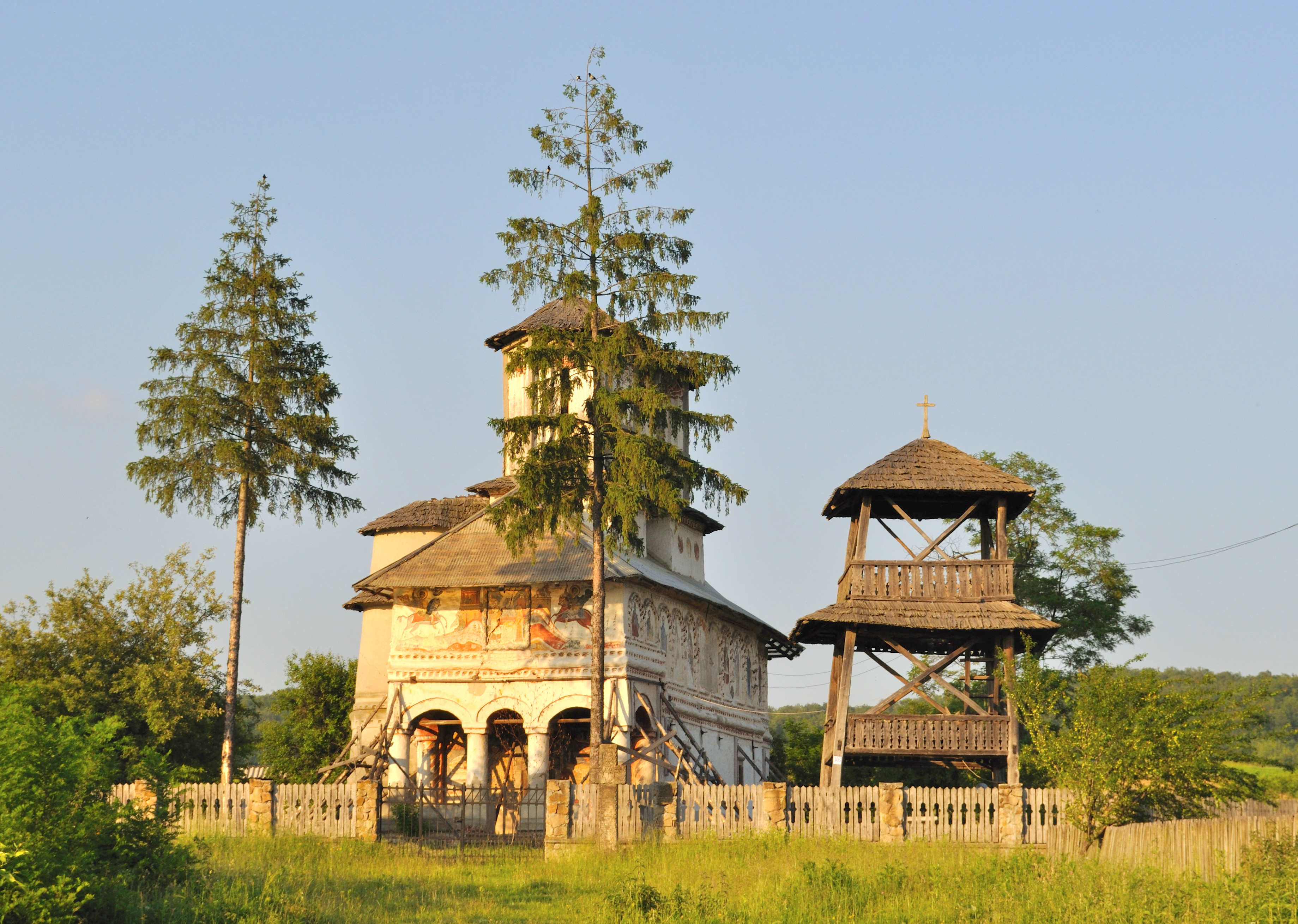
Biserica de zid cu hramul „Buna Vestire” din Copăceni, județul Vâlcea, foto: iunie 2010.

Biserica de zid cu hramul „Buna Vestire” din Copăceni, comuna Copăceni, județul Vâlcea, a fost construită în 1804. Biserica se află pe noua listă a monumentelor istorice sub codul LMI:  VL-II-m-B-09727.

## Istoric și trăsături
Biserica a fost construită și pictată în 1804. Biserica are fațadele pictate în întregime cu diverse scene și personaje. Conform pisaniei, zugravii au fost Manole, Dinu - „zograv ot sud Gorj" - și calfele Dumitru și Dumitrașcu care au zugrăvit ctitoria cărturarului Șerban Copăcianu (unul dintre diaconii cărturari ai Episcopiei Râmnicului ce fusese însărcinat de către Chesarie cu transcrierea pentru tipar a predosloviilor Mineelor tălmăcite de el) din Valea Cernei - Vâlcea. În 1804, Manole, fostul ucenic al lui Oprea zugravul din Craiova, săvârșește frescele ctitoriei lui Șerban Copăcianu. Procedeul, provenind din Gorj, reprezentând ctitori pe fațadele lăcașului de cult, constituie o formulă iconografică specifică ce cunoaște o relativ largă răspândire, după 1820 el depășind granițele unui fenomen strict local. În acest caz, discursul pictural pare că face apel la figurile stilistice specific retoricii insistenței și repetiției cum ar fi: emfaza (acordarea unei importanțe deosebite unei figuri sau imagini), aliterația (repetarea unor imagini sau forme spre a produce un efect expresiv sau simbolic) și diafora (imaginea sau forma repetată capătă un înțeles fin nuanțat). Pictura de la biserica din Copăceni nu este numai expresia sintetică a unui program iconografic, ci este in același timp programul unui stil, al unui tip anume de expresivitate. Reprezentarea personajelor în arcadele oarbe din registrul superior al fațadelor, nu statuar ci în plin peisaj (brazi, stejari etc), utilizarea unui repertoriu cu motive decorative aparte ce perpetuează tradiția post brâncovenească, sunt elemente plastice specifice secolului al XIX-lea. Grafia desăvârșită a picturilor, monumentalitatea personajelor, cunoașterea anatomiei omului, atestă o dată în plus calitatea ce situează picturile realizate de Manole în fruntea creațiilor similare din epocă. Manole a fost ucenicul „dascălului Oprea zugrav ot Craiova", ulterior devine el însuși primul zugrav al unei echipe ce va realiza importante ansambluri de pictură exterioară în Oltenia estică, respectând un program ce presupunea largi cunoștințe teologice, istorice și filozofice.